# Gangara (Maradi)
Gangara è un comune rurale del Niger facente parte del dipartimento di Aguie nella regione di Maradi.